# Hebardiella rehni
Hebardiella rehni är en bönsyrseart som beskrevs av Werner 1927. Hebardiella rehni ingår i släktet Hebardiella och familjen Tarachodidae. Inga underarter finns listade i Catalogue of Life.